# Gewere
Gewere (gewere, gewehre, gewäre, gewähre, were, warandia, gewerschafft, von althochdeutsch werjan „bekleiden“) war in der älteren deutschen Rechtssprache der Schutz, welchen der Richter jemandem in Bezug auf Sachen gewährte, oder das von dem Richter geschützte Besitzverhältnis einer Person an einer Sache.
In Bezug auf den Richter, welcher den Schutz gewährte, unterschied man besonders zwei Arten der Gewere:
1. Die Gewere nach Volksrecht wurde in den Volksgerichten geschützt.
2. Die Gewere nach Hof- oder Lehnsrecht wurde in den Hof- oder Lehnsgerichten geschützt.

Letztere nannte man auch die unvollkommene Gewere, weil sie in den Volksgerichten nicht geschützt wurde. In einem weiteren Sinn bezeichnete Gewere jedes dingliche Recht an einer Sache sowie auch oft nur die Unmittelbarkeit des richterlichen Schutzes für das Verhältnis einer Person zu einer Sache. Diese verschiedene Bedeutung wird in den älteren Rechtsquellen häufig durch bestimmte Beiwörter hervorgehoben. So wird unterschieden die ledigliche, hebende, gemeine Gewere, worunter man den bloßen Besitz versteht, von der echten, eigentlichen, vollkommenen, rechten oder Eigensgewere, unter welcher das Eigentum oder das vollkommenste dingliche Recht begriffen wird.
Unter der raublichen Gewere, deren Gegensatz die unbescholtene Gewere bildete, verstand man diejenige, welche sich auf kein Recht stützte und daher auch von dem Richter nicht geschützt wurde. Die außer dem Eigentum vorkommenden Gewerrechte wurden z. B. durch folgende Formeln unterschieden:
- Nutz und Gewere
- Gewere des Erben
- Gewere zu Leibgedinge
- Gewere zu rechter Vormundschaft, insbesondere das persönliche Recht des Ehemanns an dem Vermögen seiner Ehefrau

Die rechte Gewere bezog sich auf die gerichtliche Auflassung und wurde nach erfolgter Investitur durch einen Jahr und Tag fortgesetzten Besitz erworben. Sie hatte die besondere Wirkung, dass sie denjenigen, welcher gehörig investiert worden war, gegen die Ansprüche dritter Personen auf die Sache sicherstellte und also ein Erlöschen der Klagen derselben herbeiführte.
Mit dem Eindringen des römischen Rechts in Deutschland ist das deutschrechtliche Institut der Gewere verschwunden.